# Eduardo Sotillos Palet
Eduardo Sotillos Palet (Madrid, 1940) és un periodista espanyol, que fou Portaveu del Govern entre 1982 i 1985.

## Biografia
Va néixer el 1940 a la ciutat de Madrid. Va estudiar periodisme i ciències polítiques a la Universitat de Madrid.

## Activitat professional
Va iniciar la seva tasca professional a Ràdio Joventut, esdevenint locutor de Ràdio Nacional d'Espanya (RNE) l'any 1959. En aquesta emissora va realitzar programes com Promoción 64 (1964), Para vosotros jóvenes (1965), Fiesta (1967 i 1973), Estudio 1 (1968-1969), Circuito Nocturno (1970), Esto es música (1973), Estudio 15-17 (1974-1975), Última Edición (1976).
El seu pas per televisió està associat fonamentalment amb els serveis informatius. A Televisió Espanyola (TVE) li va correspondre estar al capdavant del programa de notícies, conegut amb el nom de Telediario, i desenvolupant la seva tasca professional durant la Transició espanyola.
El 1981 va ser nomenat Director de Ràdio Exterior d'Espanya i de RNE, càrrec que va ocupar durant uns mesos. Seguidament va ser nomenat director de la publicació "La Tribuna Vasca".
Després del seu pas pel Govern (1982-1985) tornà a ocupar el càrrec de Director de Ràdio Nacional d'Espanya, aquesta vegada fins al 1988. De nou davant la càmera, entre 1989 i 1990 va dirigir i va presentar el programa cultural "El nuevo espectador" en TVE. Entre 1995 i 1996 va presentar la Tercera Edició del Telediario a TVE 1.
Des de setembre de 1996 fins a l'any 2000 va dirigir i presentar El Ojo Crítico a Ràdio Nacional d'Espanya. Després de la seva sortida de la cadena, ha col·laborat com a comentarista polític en diferents tertúlies, tant de ràdio com de televisió, especialment a la Cadena SER, Telecinco i Telemadrid.

## Activitat política

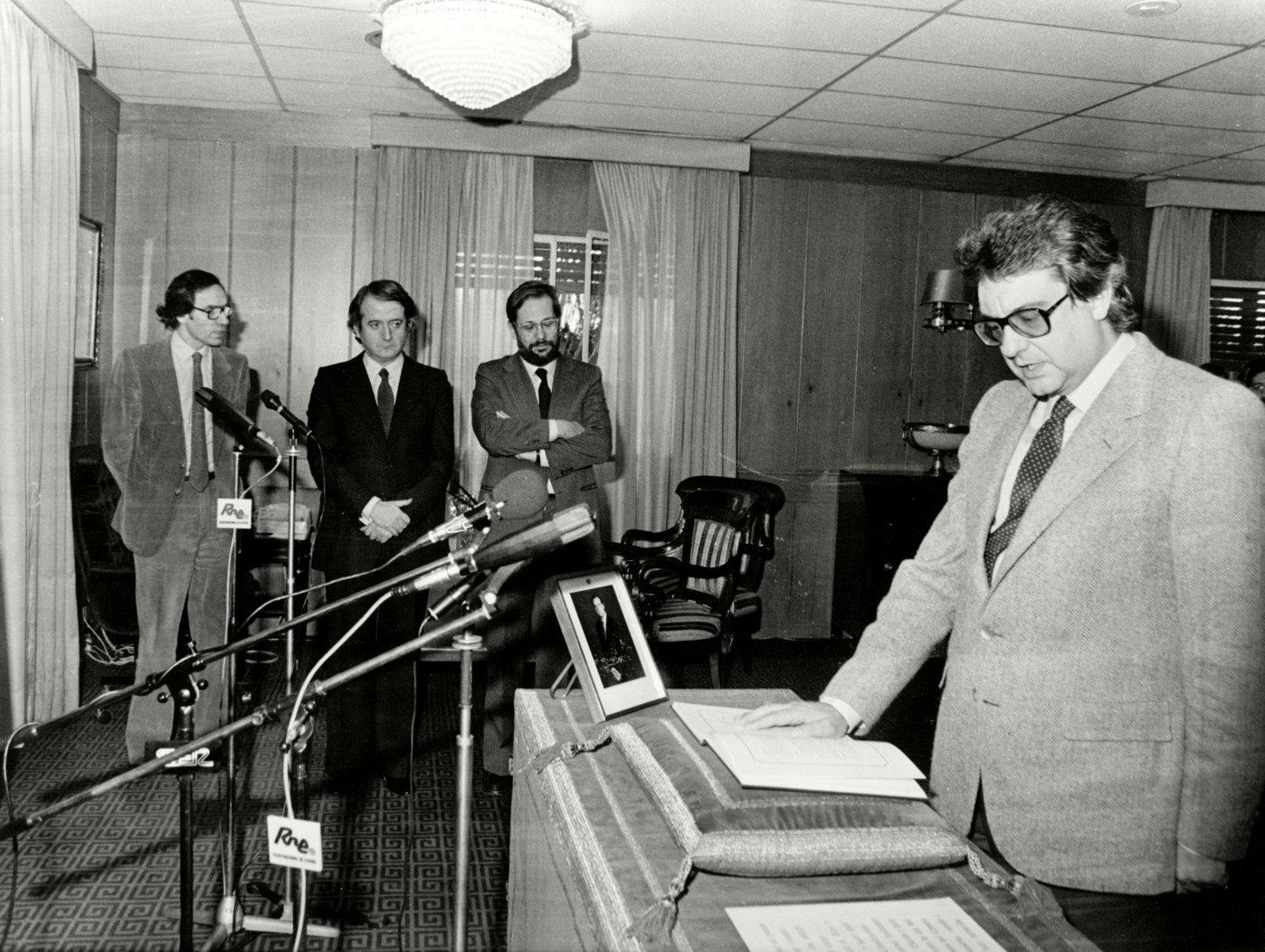
Presa de possessió d'Eduardo Sotillos com a Portaveu del Govern d'Espanya el 1982.

Després de la victòria electoral en les eleccions generals espanyoles de 1982 del Partit Socialista Obrer Espanyol (PSOE), del qual era membre des de 1979, Felipe González el va nomenar Portaveu del Govern amb rang de Secretari d'Estat fins a l'any 1985.
Entre 1991 i 1994 fou regidor pel PSOE a la ciutat madrilenya de Pozuelo de Alarcón.